# Palacio de los Leones (São Luís)
El Palacio de los Leones es la sede del gobierno del estado brasileño de Maranhão. Se encuentra ubicado en la histórica ciudad de São Luís (San Luis) en el área designada Patrimonio de la Humanidad por la Unesco. Con una historia que comienza en el siglo XVII, el Palacio es uno de los mayores símbolos de la cultura del estado de Maranhão.
Su privilegiada ubicación, en la parte superior del promontorio donde nació la ciudad de San Luis, combinado a con su trayectoria histórica, su arquitectura y su patrimonio artístico, hacen del Palacio un conjunto de fundamental importancia para comprender la formación de la identidad cultural del pueblo de Maranhão.

## Historia

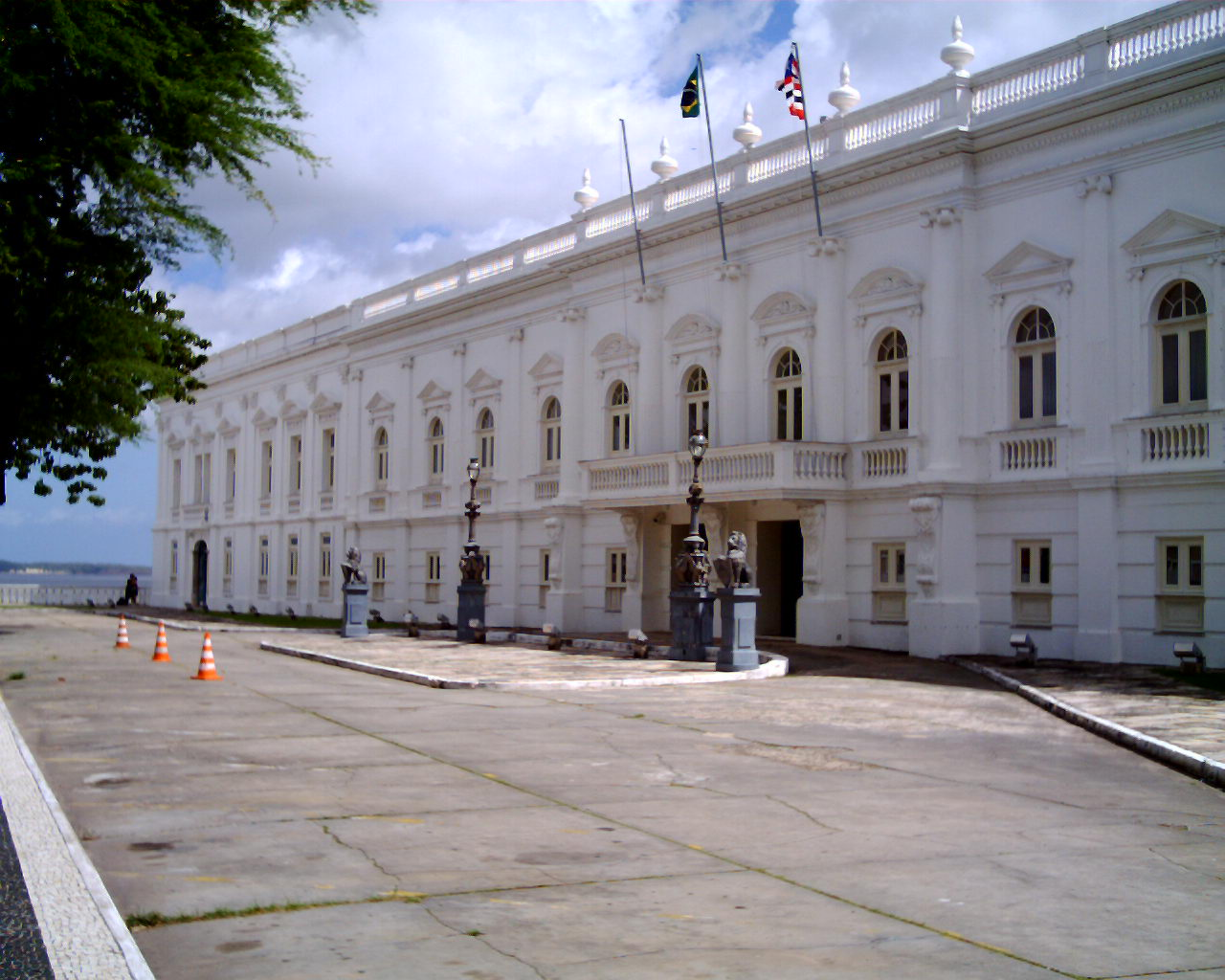
Fachada del Palacio de los Leones, sede del Gobierno Estatal de Maranhão.

Su origen se remonta al 8 de septiembre de 1612, cuando los franceses, dirigidos por Daniel de La Touche, Señor de La Ravardière, bajo la protección de la Reina regente de Francia, María de Médicis, que se establece entre los estuarios de los ríos Bacanga y Anil, en la isla de Upaon-Acu, la colonia que bautizan Francia Equinoccial. Inician la construcción de una fortaleza, al que dieron el nombre de San Luis, en honor del rey Luis IX de Francia.
Después de la expulsión de los franceses en 1615, el fuerte de San Luis es rebautizado de San Felipe por los portugueses. Dentro del recinto de la fortaleza, el capitán general Jerónimo de Albuquerque inicia la construcción de la residencia de los Gobernadores, construido con la técnica de tierra apisonada de la mano de obra indígena. El nuevo edificio, así como el pueblo portugués, fue diseñado por el ingeniero militar Francisco Frías de Mesquita.
En 1624, el nuevo Gobernador General de Maranhao, Francisco de Albuquerque Coelho de Carvalho, ordenó la reconstrucción del Fuerte de San Felipe, en piedra y cal. Al mismo tiempo, también exigió la reconstrucción de la residencia de los Gobernadores. El edificio original fue para la vivienda como para despacho administrativo para el año 1762.
En 1766, el gobernador Joaquín de Mello y Póvoas ordenó la demolición del antiguo Palacio de Gobierno, mandó construir un nuevo edificio de piedra y cal, para adaptarse mejor a la familia de los capitanes generales en sucederle. El palacio construido por orden de Mello y Póvoas era sobrio, con una proyección aleros y el techo hacia abajo. La entrada fue realizada por el lado del edificio, solo en la reforma emprendida de 1857 es que este se ha desplazado al centro de la fachada principal.
Durante todo el período del imperio el Palacio de Gobierno ha sufrido varias reformas. Entre estas mejoras, la más significativas fueron: alumbrado a gas y alargamiento del pasillo probado en el edificio en piedra tallada de Portugal en 1863 y la adquisición de muebles y otros objetos en el año 1872.
En la época republicana, el antiguo edificio de la Casa de Gobierno sufrió su primera gran actualización en 1896, durante el gobierno de Manuel Ignacio Belfort Vieira. La segunda reforma se llevaría a cabo en 1906 por Benedito Leite, responsable de construir el ala amplia en la parte posterior del palacio, la residencia del gobernador y la compra de algunos muebles y objetos decorativos que habían venido de Europa.
En 1911, cuando Luis Domínguez asume el gobierno de Maranhao, se encuentra pocos muebles en el palacio, muchos cuartos tienen necesidad de reparación, la fachada de estilo colonial, todavía está, a pesar de estar alterada. En la fachada tenía un escudo heráldico con los leones pintado en azulejos, que más tarde sirvió como tema para el periódico "La Lucha" en su campaña de la oposición al gobierno de Magalhaes de Almeida (1926-1929), lo que hizo, de manera irónica, la comparación entre el gobernador y su gabinete con la los leones. A pesar de la clara intención de crítica feroz, el nombre se quedó, y el pueblo y los gobiernos sucesivos con el tiempo adoptaron el nombre para siempre de Palacio de los Leones para el Palacio de Gobierno.
En las década de 1990 al 2000 el palacio sufrió una completa restauración de las fachadas del interior y el exterior.